# رزین استایرن-آکریلونیتریل
رزین استایرن-آکریلونیتریل (به انگلیسی: Styrene-acrylonitrile resin) با فرمول شیمیایی (C۸H۸)n-(C۳H۳N)m یک ترکیب شیمیایی است که جرم مولی آن متغیر می‌باشد.

## خواص
SAN از نظر کاربرد مشابه پلی استایرن است. مانند پلی استایرن از نظر رفتار نوری شفاف و در برابر ضربه فیزیکی شکننده است. این ماده به دلیل واحدهای آکریلونیتریل موجود در زنجیره، دمای انتقال شیشه‌ای بیش از 100 درجه سانتیگراد دارد، این خاصیت ماده را در برابر آب جوش مقاوم می‌کند. SAN از لحاظ ساختاری شبیه پلاستیک ABS است؛ در ABS پلی بوتادین با SAN کوپلیمر می‌شود تا ماده بسیار سخت‌تری تولید شود.
- مقاومت در برابر مواد شیمیایی
- جریان‌پذیری زیاد (High Flow)
- شفافیت و وضوح بالا
- مقاومت قابل قبول در برابر لکه‌های مواد غذایی
- مقاومت در برابر حرارت بالا
- استحکام نسبی
- مقاومت در برابر گریس
- فرآوری و پردازش آسان

## کاربرد
دارا بودن ترکیبی از ویژگی‌های شفافیت و مقاومت در برابر روغن‌ها، چربی‌ها و مواد تمیزکننده، SAN را برای استفاده در آشپزخانه به عنوان ظروف، لگن‌ها و اتصالات یخچال بسیار مناسب کرده است. همچنین برای جداره‌ی بیرونی ظروف عایق، کارد و چنگال، فیلترهای قهوه، شیشه‌ها و لیوان‌ها و همچنین ظروف نگهداری انواع مواد غذایی استفاده می‌شود. ظاهر دلپذیر SAN خصوصاً هنگام رنگ آمیزی و سهولت چاپ باعث شده است که جایگاه خوبی در تولید بسیاری از لوازم حمام، مسواک و بسته بندی لوازم آرایشی پیدا کند.
SAN به علت سختی نسبی مناسب در ادارات و صنعت برای کاربردهای متنوعی مانند انواع روکش‌های بیرونی چاپگرها، ماشین حساب‌ها، ابزارها و لامپ‌ها به کار می‌رود.
سایر کاربردهای این ماده شامل تولید ترازو، محفظه باتری، هسته سیم پیچ، تجهیزات نوشتن و طراحی و پروانه‌های استوانه‌ای برای تهویه مطبوع می‌شود.